# 恋仲
『恋仲』（こいなか）は、2015年7月20日から9月14日まで毎週月曜日21時 - 21時54分に、フジテレビ系「月9」枠で放送された日本のテレビドラマである。主演は福士蒼汰。桑村さや香脚本によるオリジナル作品である。オリジナル作品というべきか、月9の作品名が2文字の作品は1994年10月期の『妹よ』以来21年ぶり。

## 企画
プロデューサーの藤野良太は、日本の人口構造上の問題もあり昨今のドラマの多くが高い年齢層をターゲットにしている中で、このドラマはあえて若い視聴者が熱狂できるようなラブストーリーを作りたいと思ったと述べ、また若い層を狙っていかないと「テレビドラマが終わってしまう」とも語っている。
作品の舞台のうち、 主人公たちが生まれ育った場所として同年3月14日に北陸新幹線が開業したばかりの富山県が設定され、第1話および最終話の収録において射水市などを中心に富山県内でロケが行われた（商店街のシーンなど、一部のシーンは群馬県や栃木県で撮影された）。また、富山県の交通会社である富山地方鉄道（地鉄）の路線バスの後方に本作の広告がラッピングされたバスが放送期間限定で運行された。

## あらすじ
2008年、富山で育った高校3年生の幼馴染み・三浦葵と芹沢あかり。ある日、葵たちのクラスに東京から蒼井翔太が転校し、それ以来二人の仲にも変化が訪れる。大学受験を控え、あかりと離れ離れになってしまうことを心配した葵は、あかりを花火大会に誘う決意をする。ところが、その花火大会の翌日に葵の知り合いであかりの父親・寛利の造船所が多額の借金を背負って倒産したことであかりと共に夜逃げしたことを知らされる。
それから7年後の2015年7月、建築設計事務所のアシスタントになった葵は医者になった翔太と再会し、レストランに誘われる。そのレストランに向かった葵は、翔太に「会わせたい人がいる」と言われ、ある女性を紹介される。それは葵たちの前から突如姿を消し、翔太と付き合っているあかりだった。

## キャスト

### 主要人物
三浦葵（みうら あおい）
演 - 福士蒼汰
建築設計事務所のアシスタントを務める青年。あかりとは幼馴染で親友だった。
芹沢あかり（せりざわ あかり）
演 - 本田翼（幼少期：松本来夢）
葵の幼馴染で親友。実家の造船所が倒産した後、父親の寛利に連れられる形で夜逃げして葵と離れ離れになり、現在はアルバイトをしながら教員免許の取得を目指して通信制大学に通っている。その後、教員採用試験に合格した。葵の尻を蹴る癖がある。
蒼井翔太（あおい しょうた）
演 - 野村周平
高3の夏に東京から葵、あかり、公平のいる高校に転校してきた。葵・公平と同じクラスだった。7年後には医師となる。

### その他
金沢公平（かなざわ こうへい）
演 - 太賀
葵と翔太の友人。葵の妹・七海に好意を寄せる。実家の豆腐屋の跡継ぎ。実家の跡を継ぐまでの最後の夏休みに上京して、葵の住むマンションに居候している。
三浦七海（みうら ななみ）
演 - 大原櫻子
葵の妹。就職活動中の短大生。葵とマンションで同居している。葵とあかりが高校生だった時は中学生だった。
山城心音（やましろ ここね）
演 - 大友花恋
翔太が勤務する病院の患者。
山城薫（やましろ かおる）
演 - 土井きよ美
心音の母。
冴木瑠衣子（さえき るいこ）
演 - 市川由衣（第6話を除く）
葵より年上の元交際相手。住宅メーカーの営業職。浮気をして葵と別れたが、浮気相手とはすぐに別れて葵とヨリを戻そうとした。しかし、別れてからあかりと再会していた葵があかりに対する気持ちが強くなっているのを思い諦めた。
丹羽万里子（にわ まりこ）
演 - 吉田羊
建築設計事務所の所長。
富永美玲（とみなが みれい）
演 - 山本美月
葵の同僚で、先輩。
高梨恵里香（たかなし えりか）
演 - 馬場園梓（アジアン）
あかりとルームシェアをしている女性。あかりとは居酒屋のバイトで知り合った。
三浦佐枝（みうら さえ）
演 - 角南範子
葵の母。
沢田一葉（さわだ かずは）
演 - 新川優愛
翔太の同僚。
小谷照吉（こたに しょうきち）
演 - 前野朋哉
葵の同僚。
磯原新一（いそはら しんいち）
演 - 永井大
建築設計事務所に勤務する建築士。
芹沢寛利（せりざわ ひろとし）
演 - 小林薫（第2、6話を除く）
あかりの父。あかりの母親はあかりの幼少期に死去している。芹沢造船鉄工所を経営していたが、多額の借金を背負って倒産し、あかりと共に夜逃げする。その後、あかりも捨てて子持ちの別な女性と再婚した。
星野悠真（ほしの ゆうま）
演 ‐ 萩原利久
心音が密かに恋心を抱いている幼馴染。
川崎智美（かわさき ともみ）
演 - 渡辺舞
翔太が勤務する病院の看護師。

## スタッフ
- 脚本：桑村さや香
- 演出：金井紘、宮木正悟
- 主題歌：家入レオ「君がくれた夏」[4]
- 音楽：世武裕子
- 脚本協力：LiLy
- 富山ロケ協力：富山テレビ、富山県、富山県ロケーションオフィス、射水市、上市町マスコミアテンド委員会
- 建築士指導：小針美玲
- 建築監修・資料取材協力：日比生寛史建築計画研究所
- アクション指導：釼持誠
- 水泳指導：KITAJIMAQUATICS
- プロデュース：藤野良太
- 制作：フジテレビドラマ制作センター

## 受賞
- 第86回ザテレビジョンドラマアカデミー賞 ドラマソング賞（家入レオ「君がくれた夏」）[5]

## 放送日程
| 各話                                                            | 放送日  | サブタイトル | 演出     | 視聴率 |
| --------------------------------------------------------------- | ------- | ------------ | -------- | ------ |
| 第1話                                                           | 7月20日 | 君がいた夏   | 金井紘   | 9.8%   |
| 第2話                                                           | 7月27日 | 戻れない距離 | 金井紘   | 9.9%   |
| 第3話                                                           | 8月03日 | 7年目の真実  | 宮木正悟 | 11.9%  |
| 第4話                                                           | 8月10日 | 裏切り       | 宮木正悟 | 10.8%  |
| 第5話                                                           | 8月17日 | 最後の花火   | 金井紘   | 11.8%  |
| 第6話                                                           | 8月24日 | 決意         | 宮木正悟 | 9.5%   |
| 第7話                                                           | 8月31日 | 告白         | 金井紘   | 10.6%  |
| 第8話                                                           | 9月07日 | 結婚         | 宮木正悟 | 10.9%  |
| 最終話                                                          | 9月14日 | 君がくれた夏 | 金井紘   | 11.5%  |
| 平均視聴率10.8%（視聴率は関東地区・世帯、ビデオリサーチ社調べ） |         |              |          |        |

## 漫画
2016年4月から2017年10月にかけて、フジテレビオンデマンド内において玉樹庵の作画で、電子書籍にてコミカライズが行われた。

## 備考
- 第1話での回想シーンにて葵とあかりが自転車で二人乗りをしているシーンがあり、エンドカードでの本作がフィクションであることを示すテロップの後に「番組中に自転車の二人乗りをするシーンがありますが、自転車の二人乗りは一部例外を除き法律で禁止されています。」という旨の注意喚起のテロップが表記された。
- 第5話では蒼井翔太役の野村周平と金沢公平役の太賀による座談会トークを副音声で放送。また翌週には二人に加えて三浦七海役の大原櫻子も登場した。月9ドラマでは史上初の副音声付の放送となった。なお、当初は最終話まで副音声が行われる予定だったが、第7話以降は行われていない。この座談会トークは翌2016年に月9で放送された『好きな人がいること』でも行われ、野村と大原はこの作品にも出演していて座談会トークにも登場した。
- 主人公のライバルの役名で蒼井翔太がいるが、同姓同名の声優・蒼井翔太は出演していない[8]。また、福士が演じる三浦葵も、同姓同名のモデルがおり、最終回には三浦がウェディングプランナー役で出演した。
- 9月14日放送の最終回では、水の広場公園（江東区）で本編終了後一部生放送され、当初の予定にはなかった指原莉乃（HKT48）が通行人の役でサプライズ出演した[9][10][11]。
- 2013年公開の映画『江ノ島プリズム』でも福士、野村、本田がメインキャストだが、双方の作品の関連は薄い。ただし、この作品でも3人が同じ高校に通う同級生であり、幼馴染であったり（本作では幼馴染の設定は福士と本田だけで野村は高校のみ同級生かつ転校生だが、この作品では野村も幼馴染の設定）、恋愛関係等本作と類似している設定が多く、本作にも出演している吉田羊も3人の通う高校の教師役で出演している。
- 本田と山本は本作ではほとんど接点が無かったが、本作終了直後に撮影されて翌年の2016年に公開された映画『少女』でダブル主演で共演した。
- 主題歌を担当した家入レオは福士出演のドラマ主題歌を担当するのは2013年の『海の上の診療所』（フジテレビ系）に続いて本作で2回目だが、本作の翌年の2016年に福士が主演で放送された『お迎えデス』（日本テレビ系）でも家入が主題歌を担当した。また、本田に関しても『絶対零度〜未然犯罪潜入捜査〜』（フジテレビ系）の第3シリーズ（2018年）と第4シリーズ（2020年）に本田はヒロインとして出演しているが、とちらも家入が主題歌を担当している。